# Cristoforo Guidalotti Ciocchi del Monte
Cristoforo Guidalotti Ciocchi del Monte (Arezzo, 1484 – Sant'Angelo in Vado, 27 ottobre 1564) è stato un cardinale e vescovo italiano.

## Biografia
Cristoforo Guidalotti Ciocchi del Monte nacque ad Arezzo nel 1484 da Cecco di Cristofano Guidalotti, patrizio di Perugia, e da Margherita Ciocchi Del Monte. Egli aveva in tutto quattro fratelli ed una sorella ed era cugino di primo grado di papa Giulio III. Altro cardinale appartenente alla sua stessa famiglia fu Innocenzo Ciocchi Del Monte (1550).
Dopo aver studiato a Roma presso lo zio, il cardinale Antonio Maria Ciocchi Del Monte, ottenne il dottorato in "utroque iure" (diritto civile e canonico) ed alla morte del padre, venne inviato a Roma per studiare con i suoi fratelli e la sorella. Divenuto arciprete della chiesa di Sant'Angelo in Vado per intervento di suo zio cardinale che già occupava questo posto, ottenne qui gli ordini sacri.
Eletto vescovo titolare di Betlemme in Palestina dal 21 agosto 1517 in successione di suo cugino Gaspare Antonio del Monte, venne consacrato successivamente. Venne quindi trasferito alla sede di Cagli dal 10 febbraio 1525 e quindi a quella di Marsiglia dal 27 giugno 1550. Promosso patriarca titolare di Alessandria il 20 ottobre 1550, mantenne la reggenza sulla sede di Marsiglia.
Eletto cardinale presbitero nel concistoro del 20 novembre 1551, ricevette la porpora ed il titolo di Santa Prassede il 4 dicembre di quello stesso anno, rinunciando alla reggenza del patriarcato prima dell'8 gennaio 1552. Partecipò ai due conclavi del 1555 e si dimise dalla reggenza della diocesi di Marsiglia prima del 9 marzo 1556. Trasferito alla sede di Cagli dal 9 marzo 1556, partecipò al conclave del 1559 che elesse pontefice Pio IV.
Morì il 27 ottobre 1564 a Sant'Angelo in Vado dove si era ritirato in residenza. La notizia della sua morte raggiunse Roma il giorno successivo e venne data disposizione che fosse sepolto nella chiesa stessa di Sant'Angelo, di fronte all'altare principale.

## Successione apostolica
La successione apostolica è:
- Vescovo Giovanni Lamberti, O.P. (1518)
- Vescovo Gonzalo de Amotin, O.P. (1518)